# Mezistátní utkání české hokejové reprezentace v sezóně 2005/2006
Mezistátních utkání české hokejové reprezentace v sezóně 2005/2006 bylo celkem 33 s celkovou bilancí 13 vítězství, 3 remízy a 17 porážek. Nejprve odehrála reprezentace 3 zápasy na Česká pojišťovna Cupu 2005, pak 3 zápasy na Karjala Cupu 2005, 1 přátelský zápas s Finskem a 3 zápasy na Rosno Cupu 2005. Následovalo 8 zápasů na Zimních olympijských hrách 2006 a potom 2 přátelské zápasy se Slovenskem. Po 3 zápasech na LG Hockey Games 2006 a jednom na Euro Hockey Tour 2005/2006 zakončilo reprezentační sezónu 9 zápasů na Mistrovství světa v ledním hokeji 2006.

## Přehled mezistátních zápasů
| Pořadí | Datum        |       | Výsledek                           | Soupeř    | Soutěž                          | Místo utkání     |
| ------ | ------------ | ----- | ---------------------------------- | --------- | ------------------------------- | ---------------- |
| 1552.  | 1. 9. 2005   | Česko | 2 : 1sn (0:0, 1:0, 1:0 - 0:0, 1:0) | Finsko    | Česká pojišťovna Cup 2005       | Liberec          |
| 1553.  | 3. 9. 2005   | Česko | 3 : 5 (0:2, 2:3, 1:0)              | Švédsko   | Česká pojišťovna Cup 2005       | Liberec          |
| 1554.  | 4. 9. 2005   | Česko | 1 : 2 (0:0, 1:0, 0:2)              | Rusko     | Česká pojišťovna Cup 2005       | Liberec          |
| 1555.  | 10. 11. 2005 | Česko | 3 : 6 (3:1, 0:3, 0:2)              | Švédsko   | Karjala Cup 2005                | Jönköping        |
| 1556.  | 12. 11. 2005 | Česko | 6 : 2 (2:2, 3:0, 1:0)              | Finsko    | Karjala Cup 2005                | Helsinky         |
| 1557.  | 13. 11. 2005 | Česko | 3 : 5 (1:3, 1:1, 1:1)              | Rusko     | Karjala Cup 2005                | Helsinky         |
| 1558.  | 14. 12. 2005 | Česko | 4 : 1 (2:0, 1:1, 1:0)              | Finsko    | Přátelsky                       | České Budějovice |
| 1559.  | 15. 12. 2005 | Česko | 2 : 3sn (1:0, 1:1, 0:1 - 0:0, 0:1) | Finsko    | Rosno Cup 2005                  | Praha            |
| 1560.  | 17. 12. 2005 | Česko | 0 : 1pp (0:0, 0:0, 0:0 - 0:1)      | Švédsko   | Rosno Cup 2005                  | Moskva           |
| 1561.  | 18. 12. 2005 | Česko | 1 : 3 (0:3, 0:0, 1:0)              | Rusko     | Rosno Cup 2005                  | Moskva           |
| 1562.  | 15. 2. 2006  | Česko | 4 : 1 (0:1, 2:0, 2:0)              | Německo   | Zimní olympijské hry 2006 (ZS)  | Turín            |
| 1563.  | 16. 2. 2006  | Česko | 2 : 3 (0:1, 1:1, 1:1)              | Švýcarsko | Zimní olympijské hry 2006 (ZS)  | Turín            |
| 1564.  | 18. 2. 2006  | Česko | 2 : 4 (1:1, 1:1, 0:2)              | Finsko    | Zimní olympijské hry 2006 (ZS)  | Turín            |
| 1565.  | 19. 2. 2006  | Česko | 4 : 1 (2:0, 1:0, 1:1)              | Itálie    | Zimní olympijské hry 2006 (ZS)  | Turín            |
| 1566.  | 21. 2. 2006  | Česko | 2 : 3 (0:3, 1:0, 1:0)              | Kanada    | Zimní olympijské hry 2006 (ZS)  | Turín            |
| 1567.  | 22. 2. 2006  | Česko | 3 : 1 (1:0, 1:0, 1:1)              | Slovensko | Zimní olympijské hry 2006 (ČTF) | Turín            |
| 1568.  | 24. 2. 2006  | Česko | 3 : 7 (1:2, 2:4, 0:1)              | Švédsko   | Zimní olympijské hry 2006 (SMF) | Turín            |
| 1569.  | 25. 2. 2006  | Česko | 3 : 0 (1:0, 1:0, 1:0)              | Rusko     | Zimní olympijské hry 2006 (O3M) | Turín            |
| 1570.  | 19. 4. 2006  | Česko | 2 : 1 (0:1, 1:0, 1:0)              | Slovensko | Přátelsky                       | Ostrava          |
| 1571.  | 20. 4. 2006  | Česko | 2 : 2 (1:0, 1:0, 0:2)              | Slovensko | Přátelsky                       | Žilina           |
| 1572.  | 26. 4. 2006  | Česko | 0 : 3 (0:1, 0:1, 0:1)              | Švédsko   | LG Hockey Games 2006            | Stockholm        |
| 1573.  | 28. 4. 2006  | Česko | 1 : 5 (0:2, 0:1, 1:2)              | Finsko    | LG Hockey Games 2006            | Stockholm        |
| 1574.  | 29. 4. 2006  | Česko | 5 : 7 (0:4, 3:1, 2:2)              | Rusko     | LG Hockey Games 2006            | Stockholm        |
| 1575.  | 1. 5. 2006   | Česko | 2 : 3 (2:0, 0:3, 0:0)              | Finsko    | Euro Hockey Tour 2005/06 (O3M)  | Stockholm        |
| 1576.  | 5. 5. 2006   | Česko | 1 : 1 (1:1, 0:0, 0:0)              | Lotyšsko  | Mistrovství světa 2006 (ZS)     | Riga             |
| 1577.  | 7. 5. 2006   | Česko | 5 : 4 (4:1, 1:2, 0:1)              | Slovinsko | Mistrovství světa 2006 (ZS)     | Riga             |
| 1578.  | 9. 5. 2006   | Česko | 3 : 3 (2:1, 1:0, 0:2)              | Finsko    | Mistrovství světa 2006 (ZS)     | Riga             |
| 1579.  | 12. 5. 2006  | Česko | 3 : 1 (0:1, 2:0, 1:0)              | Norsko    | Mistrovství světa 2006 (OSF)    | Riga             |
| 1580.  | 14. 5. 2006  | Česko | 6 : 4 (3:1, 1:2, 2:1)              | Kanada    | Mistrovství světa 2006 (OSF)    | Riga             |
| 1581.  | 16. 5. 2006  | Česko | 1 : 3 (0:2, 1:0, 0:1)              | USA       | Mistrovství světa 2006 (OSF)    | Riga             |
| 1582.  | 18. 5. 2006  | Česko | 4 : 3pp (0:1, 1:0, 2:2 - 1:0)      | Rusko     | Mistrovství světa 2006 (ČTF)    | Riga             |
| 1583.  | 20. 5. 2006  | Česko | 3 : 1 (0:1, 1:0, 2:0)              | Finsko    | Mistrovství světa 2006 (SMF)    | Riga             |
| 1584.  | 21. 5. 2006  | Česko | 0 : 4 (0:2, 0:2, 0:0)              | Švédsko   | Mistrovství světa 2006 (FIN)    | Riga             |

## Bilance sezóny 2005/06
| Soupeř    | Zápasy | Výhry | Remízy | Prohry | Skóre |
| --------- | ------ | ----- | ------ | ------ | ----- |
| Finsko    | 9      | 4     | 1      | 4      | 25:23 |
| Itálie    | 1      | 1     | 0      | 0      | 4:1   |
| Kanada    | 2      | 1     | 0      | 1      | 8:7   |
| Lotyšsko  | 1      | 0     | 1      | 0      | 1:1   |
| Německo   | 1      | 1     | 0      | 0      | 4:1   |
| Norsko    | 1      | 1     | 0      | 0      | 3:1   |
| Rusko     | 6      | 2     | 0      | 4      | 17:20 |
| Slovensko | 3      | 2     | 1      | 0      | 7:4   |
| Slovinsko | 1      | 1     | 0      | 0      | 5:4   |
| Švédsko   | 6      | 0     | 0      | 6      | 9:26  |
| Švýcarsko | 1      | 0     | 0      | 1      | 2:3   |
| USA       | 1      | 0     | 0      | 1      | 1:3   |
| Celkem    | 33     | 13    | 3      | 17     | 86:94 |

## Přátelské mezistátní zápasy
Česko –  Finsko	4:1 (2:0, 1:1, 1:0)
14. prosince 2005 – České Budějovice

Branky Česka: 6. Jiří Šimánek, 20. a 22. Hořava, 45. Jaroslav Kudrna

Branky Finska: 24. Hahl.

Rozhodčí: Vinnerborg (SWE) – Blümel, Pouzar (CZE)

Vyloučení: 6:6 (1:0) – navíc Välivaara na 10. min.

Diváků: 4 927
Česko: Svoboda – Rachůnek, Blaťák, Ševc, Jan Hejda, Kántor, Hamr, Philip – Tenkrát, Marek, Hlaváč – Jaroslav Kudrna, David Moravec, Hořava – Melenovský, Skuhravý, Šachl – Kalla, Hübl, Šimánek.
Finsko: Bäckström – Välivaara, Niemi, Puistola, Mäntylä, Karalahti, Saravo, Maralmivaara – Hentunen, Hahl, Tarvainen – Hyvönen, Pirnen, Tuomainen – Luttinen, Hauhtonen, Salmelainen – Valtonen, Männikö, Uhlbäck.

 Česko –  Slovensko	2:1 (0:1, 1:0, 1:0)
19. dubna 2006 – Vítkovice

Branky Česka: 28. Petr Hubáček, 52. Jan Hejda

Branky Slovenska: 15. Jozef Kováčik.

Rozhodčí: Rantala (FIN) – Kalivoda, Pouzar (CZE)

Vyloučení: 4:6 (2:0)

Diváků: 2 110
Česko: Hnilička – Hunkes, Jan Hejda, Richter, Kutlák, Marušák, Blaťák, M. Čech, Philipp – Irgl, Burger, Hlaváč – Jaroslav Kudrna, Jan Peterek, Petr Hubáček – Hřebejk, Polanský, Rolínek – A. Padělek, Kracík, M. Hořava.
Slovensko: Križan – Dušan Milo, Martin Štrbák, Peter Podhradský, René Vydarený, Tomáš Harant, Stanislav Hudec, Milan Hruška, Tomáš Frolo – Ivan Čiernik, Richard Kapuš, Miroslav Zálešák – Ľubomír Vaic, Andrej Podkonický, Nedorost – Michal Hudec, Jarolín, Jozef Kováčik – Čacho, Andrej Kollár, Hujsa.

 Česko –  Slovensko	2:2 (1:0, 1:0, 0:2)
20. dubna 2006 – Žilina

Branky Česka: 19. Jaroslav Kudrna, 23. Jaroslav Kudrna

Branky Slovenska: 50. Peter Húževka, 51. Rastislav Pavlikovský.

Rozhodčí: Jonák – Mášik, Novák (SVK)

Vyloučení: 6:8 (1:0)

Diváků: 2 137
Česko: Hnilička – Hunkes, Jan Hejda, Richter, Kutlák, Marušák, Blaťák, M. Čech, Phillip – Irgl, Burger, Hlaváč – Jaroslav Kudrna, Jan Peterek, Petr Hubáček – M. Hořava, Kracík, Rolínek – A. Padělek, Polanský, Hřebejk.
Slovensko: Ján Lašák – Dušan Milo, Martin Štrbák, Peter Podhradský, René Vydarený, Tomáš Harant, Stanislav Hudec, Milan Hruška, Tomáš Frolo – Ivan Čiernik, Rastislav Pavlikovský, Miroslav Zálešák – Ľubomír Vaic, Jarolín, Jozef Kováčik – Michal Hudec, Andrej Podkonický, Hujsa – Peter Húževka, Andrej Kollár, Nedorost.